# Marie de la Cerda
Pour les articles homonymes, voir De la Cerda.
Marie de la Cerda y de Lara (1319-13 mars 1375) était la plus jeune fille de Ferdinand II de la Cerda et de son épouse Juana Núñez de Lara. Marie était membre de la Maison d'Ivrée. Comtesse d’Étampes par son premier mariage, elle était comtesse d'Alençon, du Perche et de Chartres par son second.

## Biographie
Marie était la sœur cadette de Juan Núñez de Lara et de Blanca de la Cerda y Lara. Son père est décédé quand elle n'avait que trois ans et sa mère est morte vingt-neuf ans plus tard, en 1351. Dans son enfance elle fut envoyée à la cour de France, auprès de son cousin le roi Philippe VI.
En 1331, son frère Juan Núñez de Lara devient seigneur de Biscaye par son mariage avec Maria Diaz II de Haro.
Par un contrat du 28 septembre 1334, Marie est fiancée à Jean d'Eltham, frère du roi d'Angleterre et comte de Cornouailles. Une dispense papale est demandée mais le contrat est abandonné lorsque les relations entre Édouard III et Philippe VI commencent à se dégrader.

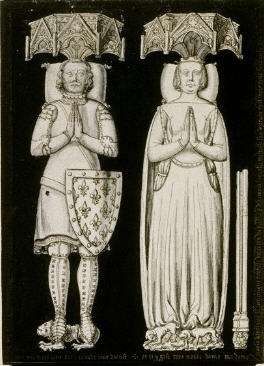
Marie et son deuxième mari Charles

En avril 1335 à Poissy, Maria épouse finalement Charles d'Étampes, frère du roi Philippe III de Navarre. Toutefois, le 5 septembre 1336, Charles meurt subitement, laissant Marie veuve à dix-sept ans, avec deux jeunes jumeaux. 
Marie se remarie seulement trois mois après la mort de son époux, en décembre 1336, avec Charles II d'Alençon, frère du roi Philippe VI. C'était une seconde union pour tous les deux, la première épouse de Charles, Jeanne de Joigny, était décédée l'année précédente. Ils étaient mariés depuis neuf ans lorsque Charles meurt à la bataille de Crécy (1346). 
Ayant appris le décès de ses niéces Jeanne (assassinée en 1359) et Isabelle (assassinée en 1361), elle revendique la succession des seigneuries de Biscaye et de Lara, occupées par le roi de Castille Pierre "le Cruel". À la même époque, le prétendant castillan Henri de Trastamare se trouvant réfugié à la cour de France et bien que marié à Jeanne Manuel de Villena, fille de la soeur ainée de Marie, lui assure la reconnaissance cette succession dans le cas de parvenir au trône de Castille.
Henri ayant finalement vaincu Pierre "le Cruel" (1369) et consolidé son pouvoir en Castille (1370), Marie envoya en 1373 un de ses représentants à la cour de Castille pour réclamer la succession effective de Biscaye  et de Lara. Le roi de Castille désireux de conserver ces deux seigneuries au nom des droits de sa propre épouse fit répondre à Marie que lorsque deux de ses fils se présenteraient en Castille pour y résider, alors seulement ils seraient investis, l'un, de la seigneurie de Biscaye, l'autre, de celle de Lara. Cette réponse privait Marie de ses droits de succession et supposait pour ses fils l'abandon innacceptable de leurs domaines français.
Déçue dans ses pretentions castillanes, Marie meurt à Paris le 13 mars 1375 et est enterrée aux côtés de son deuxième mari dans l'église aujourd'hui démolie du Couvent des Jacobins à Paris - leurs effigies sont maintenant conservées dans la basilique Saint-Denis.

## Descendance
De son premier mariage avec Charles d'Étampes, elle eut des fils jumeaux : 
1. Louis (1336-1400)[2], comte d'Étampes, qui épousa en 1358 Jeanne (décédée en 1389), fille de Raoul Ier de Brienne
2. Jean (1336-avant 1373, Rome)[2]

Avec Charles II d'Alençon, elle a eu les cinq enfants suivants : 
1. Charles III (1337-5 juillet 1375, Lyon)[2], comte d'Alençon, puis archevêque de Lyon
2. Philippe (1338-1397, Rome)[2], fait évêque de Beauvais en 1356, puis cardinal, archevêque de Rouen, patriarche latin de Jérusalem, patriarche d'Aquilée et évêque d'Ostie et Sabine
3. Pierre II (1340-20 septembre 1404), comte d'Alençon après son frère ainé, marié en 1371 à Marie Chamaillard
4. Isabelle (1342-3 septembre 1379, Poissy)[2], entrée en religion
5. Robert (1344-1377)[2], comte du Perche, marié le 5 avril 1374 à Jeanne, fille de Jean Ier de Rohan.

## Sources
- Simon R. Doubleday, The Lara Family: Crown and Nobility in Medieval Spain, Harvard University Press, 2001
- Luis de Salazar, Historia genealogica de la casa de Lara (Tomo III), Madrid, 1697